# Wovoka
Wovoka o Jack Wilson, pseudonimo di Quoitze Ow (Smith Valley, 1856 circa – Yerington, 20 settembre 1932), è stato un religioso nativo americano che fondò il movimento della danza degli spiriti.
Il nome Wovoka vuol dire "taglia legna" nella lingua Paiute.
Wovoka nacque nella Smith Valley, nel sud-est di Carson city, Nevada, probabilmente nel 1856. Il padre di Wovoka, a sua volta, è stato un riconosciuto leader religioso, noto con il nome di "Tavibo" o "Numu-Taibo", i cui insegnamenti erano simili a quelli di Wovoka. Wovoka era stato addestrato come uno sciamano. Suo padre morì nell'anno 1870, forse. Wovoka cominciò a lavorare come allevatore presso David Wilson, un allevatore di Yerington, Nevada. Durante questo periodo Wovoka imparò la teologia cristiana e la storie della Bibbia.
Presto Wovoka guadagnò una grande reputazione come un potente sciamano, in quanto era esperto in trucchi magici. Un trucco che spesso praticava Wovoka, era lo sparo di un fucile da caccia contro una persona che indossava una camicia (fantasma) che avrebbe dovuto proteggerlo dal colpo perché sulla camicia era stato fatto uno speciale rito propiziatorio per renderla impenetrabile alle pallottole; probabilmente il trucco consisteva in una qualche variante del trucco della presa della pallottola, con cui Wovoka convinse i Lakota che le loro camicie fantasma avrebbero potuto fermare le pallottole.
Wovoka disse inoltre di avere avuto una visione profetica durante l'eclisse solare del 1º gennaio 1889. La visione di Wovoka riguardò la visione della resurrezione di un Paiute morto e la visione della rimozione dei bianchi e dei loro lavori nel Nordamerica. Wovoka insegnò al suo popolo a eseguire la danza del fantasma per vivere a lungo ed ottenere la supremazia nei confronti dei bianchi. Gli insegnamenti di Wovoka si sparsero rapidamente fra molti popoli indiani americani, in particolare tra i Lakota.
Wovoka morì a Yerington il 20 settembre 1932; le sue spoglie risiedono nel Cimitero Paiute nella città di Schurz (Nevada).